# 가평 (위)
가평(嘉平)은 중국 조위의 황제 조방(曹芳)의 두 번째 연호이다. 249년 4월에서 254년 10월까지 5년 7개월 동안 사용하였다. 254년 10월에 조방이 폐위되어 제왕(齊王)으로 강등되고 조모(曹髦)가 즉위하면서 개원하였다.
같은 시기에 사용된 다른 연호로는 촉한(蜀漢)에서 사용한 연희(延熙 : 238년 ~ 257년), 오(吳)에서 사용한 적오(赤烏 : 238년 ~ 251년), 태원(太元 : 251년 ~ 252년), 신봉(神鳳 : 252년), 건흥(建興 : 252년 ~ 253년), 오봉(五鳳 : 254년 ~ 256년)이 있다.

## 개원
정시(正始) 10년 4월 8일(249년 5월 7일)에 연호를 가평(嘉平)으로 개원함.

## 연대대조표
| 가평                | 원년            | 2년        | 3년                  | 4년                                 | 5년        | 6년             |
| 서력                | 249년           | 250년      | 251년                | 252년                               | 253년      | 254년           |
| 육십간지 (六十干支) | 기사(己巳)      | 경오(庚午) | 신미(辛未)           | 임신(壬申)                          | 계유(癸酉) | 갑술(甲戌)      |
| 촉한 (蜀漢)         | 연희(延熙) 12년 | 13년       | 14년                 | 15년                                | 16년       | 17년            |
| 오(吳)              | 적오(赤烏) 12년 | 13년       | 14년 태원(太元) 원년 | 2년 신봉(神鳳) 원년 건흥(建興) 원년 | 2년        | 오봉(五鳳) 원년 |

## 삭일(1일)
| 가평 원년 (249년) | 1월             | 2월             | 3월             | 4월             | 5월             | 6월             | 7월             | 8월             | 9월             | 윤9월           | 10월            | 11월            | 12월            |
| ----------------- | --------------- | --------------- | --------------- | --------------- | --------------- | --------------- | --------------- | --------------- | --------------- | --------------- | --------------- | --------------- | --------------- |
| 삭일(음력)        | 기축일 (己丑日) | 무오일 (戊午日) | 무자일 (戊子日) | 무오일 (戊午日) | 정해일 (丁亥日) | 정사일 (丁巳日) | 병술일 (丙戌日) | 병진일 (丙辰日) | 을유일 (乙酉日) | 을묘일 (乙卯日) | 갑신일 (甲申日) | 갑인일 (甲寅日) | 계미일 (癸未日) |
| 율리우스력        | 249년 1월 31일  | 3월 1일         | 3월 31일        | 4월 30일        | 5월 29일        | 6월 28일        | 7월 27일        | 8월 26일        | 9월 24일        | 10월 24일       | 11월 22일       | 12월 22일       | 250년 1월 20일  |
| 가평 2년 (250년)  | 1월             | 2월             | 3월             | 4월             | 5월             | 6월             | 7월             | 8월             | 9월             | 10월            | 11월            | 12월            |                 |
| 삭일(음력)        | 계축일 (癸丑日) | 임오일 (壬午日) | 임자일 (壬子日) | 신사일 (辛巳日) | 신해일 (辛亥日) | 경진일 (庚辰日) | 경술일 (庚戌日) | 경진일 (庚辰日) | 기유일 (己酉日) | 기묘일 (己卯日) | 무신일 (戊申日) | 무인일 (戊寅日) |                 |
| 율리우스력        | 250년 2월 19일  | 3월 20일        | 4월 19일        | 5월 18일        | 6월 17일        | 7월 16일        | 8월 15일        | 9월 14일        | 10월 13일       | 11월 12일       | 12월 11일       | 251년 1월 10일  |                 |
| 가평 3년 (251년)  | 1월             | 2월             | 3월             | 4월             | 5월             | 6월             | 7월             | 8월             | 9월             | 10월            | 11월            | 12월            |                 |
| 삭일(음력)        | 정미일 (丁未日) | 정축일 (丁丑日) | 병오일 (丙午日) | 병자일 (丙子日) | 을사일 (乙巳日) | 을해일 (乙亥日) | 갑진일 (甲辰日) | 갑술일 (甲戌日) | 계묘일 (癸卯日) | 계유일 (癸酉日) | 계묘일 (癸卯日) | 임신일 (壬申日) |                 |
| 율리우스력        | 251년 2월 8일   | 3월 10일        | 4월 8일         | 5월 8일         | 6월 6일         | 7월 6일         | 8월 4일         | 9월 3일         | 10월 2일        | 11월 1일        | 12월 1일        | 12월 30일       |                 |
| 가평 4년 (252년)  | 1월             | 2월             | 3월             | 4월             | 5월             | 윤5월           | 6월             | 7월             | 8월             | 9월             | 10월            | 11월            | 12월            |
| 삭일(음력)        | 임인일 (壬寅日) | 신미일 (辛未日) | 신축일 (辛丑日) | 경오일 (庚午日) | 경자일 (庚子日) | 기사일 (己巳日) | 기해일 (己亥日) | 무진일 (戊辰日) | 무술일 (戊戌日) | 정묘일 (丁卯日) | 정유일 (丁酉日) | 병인일 (丙寅日) | 병신일 (丙申日) |
| 율리우스력        | 252년 1월 29일  | 2월 27일        | 3월 28일        | 4월 26일        | 5월 26일        | 6월 24일        | 7월 24일        | 8월 22일        | 9월 21일        | 10월 20일       | 11월 19일       | 12월 18일       | 253년 1월 17일  |
| 가평 5년 (253년)  | 1월             | 2월             | 3월             | 4월             | 5월             | 6월             | 7월             | 8월             | 9월             | 10월            | 11월            | 12월            |                 |
| 삭일(음력)        | 을축일 (乙丑日) | 을미일 (乙未日) | 을축일 (乙丑日) | 갑오일 (甲午日) | 갑자일 (甲子日) | 계사일 (癸巳日) | 계해일 (癸亥日) | 임진일 (壬辰日) | 임술일 (壬戌日) | 신묘일 (辛卯日) | 신유일 (辛酉日) | 경인일 (庚寅日) |                 |
| 율리우스력        | 253년 2월 15일  | 3월 17일        | 4월 16일        | 5월 15일        | 6월 14일        | 7월 13일        | 8월 12일        | 9월 10일        | 10월 10일       | 11월 8일        | 12월 8일        | 254년 1월 6일   |                 |
| 가평 6년 (254년)  | 1월             | 2월             | 3월             | 4월             | 5월             | 6월             | 7월             | 8월             | 9월             | 10월            | 11월            | 12월            |                 |
| 삭일(음력)        | 경신일 (庚申日) | 기축일 (己丑日) | 기미일 (己未日) | 무자일 (戊子日) | 무오일 (戊午日) | 정해일 (丁亥日) | 정사일 (丁巳日) | 정해일 (丁亥日) | 병진일 (丙辰日) | 병술일 (丙戌日) | 을묘일 (乙卯日) | 을유일 (乙酉日) |                 |
| 율리우스력        | 254년 2월 5일   | 3월 6일         | 4월 5일         | 5월 4일         | 6월 3일         | 7월 2일         | 8월 1일         | 8월 31일        | 9월 29일        | 10월 29일       | 11월 27일       | 12월 27일       |                 |

## 같이 보기
- 다른 왕조의 같은 연호
  - 전조(前趙) 가평(311년 ~ 315년)
  - 남량(南凉) 가평(408년 ~ 414년)

- 중국의 연호